# Graf
Graf (em alemão:  Graf; feminino Gräfin) é um título nobiliárquico histórico germânico, equivalente genérico ao conde (derivado do comes latino, e com uma história própria) e ao earl britânico (título anglo-saxão similar ao jarl viquingue). Imediatamente superior a freiherr ("barão") e inferior a raugraf. Sua origem é incerta; Paulo, o Diácono escreveu (em latim) por volta de 790: "o conde dos bávaros, que eles chamam gravio, que governava Bauzano (Bauzanum, atual Bolzano) e outras praças-forte…"; isto leva a crer que o termo seja de origem germânica, embora uma associação com o termo grego graphēin ("escrever") já tenha sido sugerida.
Desde agosto de 1919, na Alemanha, Graf e todos os outros títulos passaram a ser considerados como parte integrante do sobrenome dos titulares e de seus descendentes que ainda residiam na Alemanha. O título condal Graf também era utilizado, então, por falantes do alemão (tanto como língua oficial quanto vernáculo) na Áustria e em outras terras dominadas pelos Habsburgo (como a Hungria e as terras eslavas), em Liechtenstein e boa parte da Suíça.
Primeiramente, até o século XV, um graf obrigatoriamente exercia autoridade ou jurisdição sobre um território conhecido como um Grafschaft, literalmente condado, mas após esta data o título passou a ser usado apenas como grau de nobreza.
Os títulos nobiliárquicos de graf (conde) concedidos na primeira metade do Sacro Império Romano-Germânico (962-1806), frequentemente estavam relacionados à jurisdição ou a autoridade sobre um território, ou ao exercício de alguma função pública e representavam concessões especiais, tanto em termos de autoridade quanto de posição. Após o século XV, membros da nobreza receberam o título de graf mas sem que lhe estivesse adstrita qualquer função pública, somente como grau de nobreza. Apenas os títulos nobiliárquicos mais importantes permanecem em uso até a actualidade.

## Lista de títulos nobiliárquicos contendo o termograf
Alguns têm aproximadamente o grau de conde, alguns um pouco acima, outros um pouco abaixo.
| Alemão           | Inglês                                                           | Comentário/ etimologia |
| ---------------- | ---------------------------------------------------------------- | --- |
| Markgraf         | Margrave (somente no continente)                                 | em alemão: Mark: marca de fronteira + em alemão: Graf. Autoridade exercida sobre um território na fronteira do Sacro Império Romano-Germânico. O grau equivalente na nobreza ibérica era o marquês. |
| Landgraf         | Landgrave                                                        | em alemão: Land: terra + Graf. Autoridade exercida sobre uma província inteira. O grau equivalente na nobreza ibérica era o conde.                                                                  |
| Reichsgraf       | Count of the Empire                                              | em alemão: Reich: o Sacro Império + Graf. Conde imperial, cujo título era garantido ou reconhecido pelo imperador romano-germânico.                                                                 |
| Gefürsteter Graf | Princely Count                                                   | Verbo alemão para "to make into a Reichsfürst + Graf |
| Pfalzgraf        | Count Palatine ou Palsgrave (o último é forma arcaica em inglês) | Pfalz (Palatinado + em alemão: Graf. Originalmente governado "com a autoridade do palácio imperial", posteriormente, governador da "Terra do Palácio", i.e., o Palatinado.                          |
| Rheingraf        | Rhinegrave                                                       | Rhein (Reno) + Graf. Governador do território vizinho ao rio Reno. |
| Burggraf         | Burgrave                                                         | em alemão: Burg (castelo, burgo) + Graf. Governador do território em volta ou dominado por uma fortificação ou castelo fortificado.                                                                 |
| Altgraf          | Altgrave                                                         | em alemão: Alt (velho) + Graf. A condado cujo título pré-imperial garante o título atual. Unicamente na família Salm.                                                                               |
| Freigraf         | Free Count                                                       | em alemão: Frei (livre) + Graf. Ambos títulos feudais da faixa de conde mais um escritório técnico.                                                                                                 |
| Wildgraf         | Wildgrave                                                        | em alemão: Wild (selvagem) + Graf. Governador de território centrado numa área selvagem. |
| Raugraf          | Raugrave                                                         | em alemão: Rau (desabitado, selvagem) + Graf. Governador de território centrado numa área subdesenvolvida.                                                                                          |
| Vizegraf         | Viscount                                                         | em alemão: Vize (vice, substituto) + Graf |

### Margrave
Margrave (em alemão:  Markgraf), literalmente o "defensor da marca de fronteira" (província), denominação dada, desde o Império Carolíngio, aos responsáveis pela defesa das regiões fronteiriças e, por isso mesmo, mais sujeitas a ataques.
O termo original latino marchio, originou o termo marquês.

### Landegrave

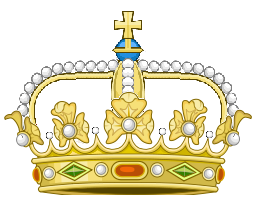
Coroa de landegrave

Landegrave (em alemão:  Landgraf - feminino Landgravine) foi um título nobiliárquico usado por vários condes do Sacro Império Romano-Germânico desde o século XII.
O primeiro território a ter um landegrave foi a Turíngia e o título foi conferido à família  Ludowing em 1130 pelo imperador Lotário II. 
Importante ressaltar que na sua origem, e por muitos séculos, os landegraves tinham jurisdição sobre um território. 
Os landegraves da Alta e da Baixa Alsácia, assim como os de Brisgóvia (em alemão:  Breisgau), adquiriram o título porque os seus condados correspondiam aos antigos condados do Império Carolíngio. Havia ainda landegraves da Turíngia e de Hesse. Dava-se ainda o título de landegrave, a magistrados que faziam justiça em nome do Imperador Romano-Germânico.
Os termos originais latinos eram comes provincialis, comes patriae, comes terrae, comes magnus.

### ReichsgrafeGefürsteter Graf
Um Reichsgraf (em alemão:  Reichsgraf) era um nobre cujo título de "conde" era conferido ou confirmado pelo Imperador Romano-Germânico e significa "conde imperial", i.e., um conde do Sacro Império Romano-Germânico.
Desde a época feudal qualquer conde cujo território estava dentro do império e sob a jurisdição imediata (Reichsfreiheit) do imperador com um voto compartilhado no Reichstag foi considerado membro da nobreza superior (Hochadel) na Alemanha, entre os príncipes (Fürsten) duques (Herzog|Herzöge), eleitores, e o próprio imperador. Um conde que não era um Reichsgraf  era provavelmente um dono legal de um feudo (Afterlehen) — ele estava sujeito à autoridade imediata de um príncipe do império, tal como um duque ou príncipe eleitor.
Porém, os imperadores ocasionalmente outorgavam o título de Reichsgraf a súditos e estrangeiros que não possuíam e não recebiam territórios imediatos — ou, às vezes, território algum. Tais títulos eram puramente honoríficos.
Em português, Reichsgraf é usualmente traduzido simplesmente como "conde" e é combinado com um sufixo territorial (ex.: Conde da Holanda, Conde Reuss), ou um sobrenome Fugger|Conde Fugger, Conde von Browne. Mas, mesmo depois da abolição do Sacro Império Romano-Germânico em 1806, os Reichsgrafen mantiveram procedência acima dos demais condes na Alemanha. Aqueles que tiveram imediatidade imperial sob a Mediatização Alemã retiveram, até 1918, status e privilégios equivalente aos membros da dinastia reinante.
Um gefürsteter Graf ("conde principesco") é um Reichsgraf de nível principesco, mas não de título, pelo imperador.
Notáveis Reichsgrafen:
- Castell
- Fugger
- Henneberg, um título incorporado à dignidade imperial
- Leiningen
- Nassau-Weilburg desde 26 de setembro de 1366 (previamente apenas Graf)
- Pappenheim
- Stolberg
- Conde de Tirol como domínio da coroa austríaca

Uma lista completa de Reichsgrafen em 1792 pode ser encontrada na Lista de participantes do Reichstag (1792).

### Rhinegrave
Rhinegrave (em alemão:  Rheingraf) foi usado pelos condes de Rheingau, um condado situado entre Wiesbaden e Lorch, na margem direita do rio Reno. O seu castelo foi conhecido como o Rheingrafenstein. Após os rhinegraves herdarem o Vildgraviato e partes do Condado de Salm, eles próprios se auto-intitularam Vildgraves e Rhinegraves de Salm.

### Burgrave
Burgrave ((em alemão:  Burggraf e em neerlandês:  burg- ou burch-graeve, latim médio burcgravius ou burgicomes), isto é conde de um castelo ou de uma cidade fortificada. O título é originalmente equivalente àquele de castelão (latim castellanus, praefectus), isto é governador de um castelo ou de uma cidade fortificada.

### Altgrave
Altgrave (em alemão:  Altgraf), que significa "velho conde", foi utilizado pelos condes do Baixo Salm a se distinguirem dos wilgraves e rhinegraves do Alto Salm, uma vez que o ramo da família dos do Baixo Salm era mais velho.

### Wildgrave
Wildgrave (em alemão:  wildgraf) era atribuído aos nobres que tinham autoridade sobre as florestas ou áreas desabitadas. É semelhante a um raugrave (raugraf).

### Raugrave
Raugrave (em alemão:  Raugraf) era um título atribuído aos governantes de uma das duas partes em que se dividiu o Condado de Nahegau
Quando o Condado de Nahegau (nome originado a partir do nome rio Nahe) era dividido em duas partes, em 1113, os condes das duas partes chamavam-se wildgraves e raugraves, respectivamente. Eles foram nomeados devido ao nome onde as suas propriedades se localizavam geograficamente:
- Wildgrave (Wildgraf), em latim comes sylvanus, depois da palavra wald (que significa "floresta");
- Raugrave (Raugraf), em latim comes hirsutus, depois a partir das características montanhosas do terreno.

O primeiro raugrave foi o conde Emich I (falecido em 1172). A dinastia acabou no século XVIII. O título foi adquirido posteriormente pelo eleitor do Palatinado Carlos I Luís que comprou as propriedades, e depois de 1667 foi propriedade dos filhos do segundo casamento de Carlos, que casou com Marie Louise von Degenfeld.